# Luigi Costigliolo
Luigi Costigliolo (* 24. April 1892 in Genua; † 22. August 1939 ebenda) war ein italienischer Turner.

## Erfolge
Luigi Costigliolo, der für den Verein Società Ginnastica Ligure Cristoforo Colombo turnte, nahm 1920 an den Olympischen Spielen in Antwerpen teil. Bei diesen gehörte er unter anderem zur italienischen Turnriege im Mannschaftsmehrkampf. In diesem traten fünf Mannschaften an, die aus 16 bis 24 Turnern bestehen mussten. Der Wettkampf bestand aus fünf Teildisziplinen, darunter das Reck, der Barren und das Pauschenpferd, in denen ein Maximum von 404 Punkten erzielt werden konnte. Den Italienern gelang mit 359,855 Punkten das beste Resultat aller fünf Mannschaften und sie beendeten den Wettkampf vor Belgien mit 346,765 Punkten und Frankreich mit 340,100 Punkten auf dem ersten Platz.
Costigliolo gewann zusammen mit seinem Bruder Carlo Costigliolo sowie Arnaldo Andreoli, Ettore Bellotto, Pietro Bianchi, Fernando Bonatti, Luigi Cambiaso, Luigi Contessi,  Giuseppe Domenichelli, Roberto Ferrari, Carlo Fregosi, Romualdo Ghiglione, Ambrogio Levati, Francesco Loi, Vittorio Lucchetti, Luigi Maiocco, Ferdinando Mandrini, Lorenzo Mangiante, Antonio Marovelli,  Michele Mastromarino, Giuseppe Paris, Manlio Pastorini, Ezio Roselli, Paolo Salvi, Giovanni Tubino, Giorgio Zampori und Angelo Zorzi die Goldmedaille und wurde somit Olympiasieger.
Im Einzelmehrkampf belegte Costigliolo mit 84,90 Punkten den achten Platz. Bereits ab 1909 nahm er an internationalen Einzelwettkämpfen teil und gewann Wettbewerbe unter anderem in Nizza, Vichy und Lugano (alle 1913) sowie in Genua und Luxemburg (beide 1914).